# Ёж Шэдоу
Ёж Шэ́доу (яп. シャドウ・ザ・ヘッジホッグ Сядо: дза Хэддзихоггу, англ. Shadow the Hedgehog) — персонаж серии игр Sonic the Hedgehog, созданный студией Sonic Team и принадлежащий компании Sega.
Шэдоу — чёрный антропоморфный ёж, созданный Sega как противоположность протагонисту серии ежу Сонику. Идея создания персонажа пришла во время разработки Sonic Adventure 2. По итогу нескольких обсуждений было решено сделать основной темой игры противостояние между добром и злом. Специально для платформера разработчики создали двух новых персонажей для «тёмной» стороны: ежа Шэдоу и летучую мышь Руж. Характер ежа и его общая задумка принадлежали геймдизайнеру Такаси Иидзуке, в то время как за внешний вид отвечал художник Юдзи Уэкава. Помимо возможности передвигаться со сверхзвуковой скоростью, Шэдоу обладает приёмом chaos control, благодаря которому он может перемещаться во времени и пространстве с помощью Изумруда Хаоса.
Изначально Шэдоу должен был появиться только в Sonic Adventure 2, однако из-за большой популярности персонажа среди фанатов франшизы, Sonic Team приняла решение использовать его и в последующих проектах, одним из которых впоследствии стала отдельная игра о чёрном еже. Мнения журналистов о герое разошлись: одни посчитали его неплохим антагонистом и соперником Соника, в то время как другие назвали Шэдоу одним из «лишних» персонажей серии игр Sonic the Hedgehog.

## Общая характеристика
Внешний вид героя был создан художником Юдзи Уэкавой. Шэдоу имеет чёрную шерсть, белый мех на груди и красные полосы на руках и ногах, иглах и в уголках глаз. Кроме перчаток, ёж носит кольца-браслеты на руках и ногах, которые помогают ему контролировать объём используемой энергии. Без них его скорость и сила увеличиваются, но от этого он быстрее устаёт. Зрачки красного цвета. Несколько игл по бокам головы у Шэдоу направлены вверх, а две иглы посередине вниз. Некоторые мелкие изменения во внешности персонажа были сделаны в игре Sonic the Hedgehog 2006 года: он стал более стройным, высоким, цвет глаз стал ближе к оранжевому. Помимо прочего, Шэдоу также отличается от других персонажей серии своей обувью, носящей название «Air Shoes»: ботинки окрашены в красный, белый и чёрный цвета; у язычка, как и на руках, находятся кольца; снизу, на подошвах, расположены четыре отверстия, которые служат для выведения мощных потоков воздуха, чтобы можно было парить над землёй и передвигаться со сверхзвуковой скоростью. Также ёж не подвержен процессу старения, хотя ему хронологически более 50 лет. Ростом персонаж равен 100 сантиметрам, вес — 35 килограмм.
Шэдоу был создан на космической колонии АРК как высшая форма жизни. Там же он дружил с девушкой по имени Мария — внучкой его создателя профессора Джеральда Роботника. Через некоторое время правительство посчитало создание высшей формы жизни делом потенциально опасным для человечества и совершило рейд на станцию АРК с целью закрыть проект. В результате атаки Мария, пытавшаяся защитить ежа, была убита, но перед своей смертью сказала ему, что он был создан с целью помогать людям. После этого Шэдоу был схвачен войсками и помещён в состояние анабиоза, из которого спустя 50 лет его выводит доктор Эггман — внук Джеральда. Ёж в играх, комиксах и мультфильмах изображается как хладнокровный и целеустремлённый персонаж. Он не пожалеет ничего, чтобы достичь своей цели. Чаще всего действует в одиночку, но при необходимости объединяется с другими героями. Первое время работал с Эггманом и, несмотря на то, что доктор часто им манипулирует, Шэдоу питает к нему определённое уважение и до сих пор, время от времени, сотрудничает с ним. Наиболее близкими его товарищами являются летучая мышь Руж и предавший Эггмана робот E-123 Омега — ёж доверяет им и ценит их как союзников. У него сложные взаимоотношения с Соником, которого он считает своим главным соперником: они часто сталкиваются друг с другом в сражениях из-за разницы во взглядах, но если перед ними стоят общие проблемы, стараются действовать сообща. Несмотря на личную неприязнь ко всему человечеству, он хранит верность и постоянно следует клятве, которую дал своей близкой подруге Марии: защищать всех людей от зла на планете, похожей на Землю, и помогать тем, кто находится в беде.
Благодаря упомянутым выше ботинкам «Air Shoes» по скорости бега Шэдоу не уступает Сонику. Помимо стандартных для всех героев серии приёмов — spin dash (персонаж разгоняется на месте, перекатывается в виде клубка и на высокой скорости используется для атаки на противников) и homing attack (атака ближайшего противника в прыжке с самонаведением), — Шэдоу умеет (как и Фэнг Снайпер, персонаж первых игр серии) пользоваться огнестрельным оружием. Особым приёмом чёрного ежа является chaos control — способность управлять энергией Изумрудов Хаоса для передвижения в пространстве и времени. Как и Соник, при использовании всех семи изумрудов Хаоса он может трансформироваться в свою суперформу, во время которой его шерсть меняет свой цвет с чёрной на золотисто-жёлтый цвет, а глаза становятся ало-красными.

## Появления

### Игры
Дебютом для Шэдоу стала игра Sonic Adventure 2, вышедшая в июне 2001 года для консоли Dreamcast. После пробуждения ежа от анабиоза доктором Эггманом он притворяется лояльным злому учёному и «помогает» ему (вместе с Руж) захватить власть над всем миром. На самом же деле персонаж своими поступками пытается отомстить человечеству за смерть своей подруги, Марии. В конце концов, благодаря словам ежихи Эми Роуз, Шэдоу вспоминает настоящую просьбу Марии и жертвует своей жизнью ради спасения мира. Герой возвращается в Sonic Heroes, где Руж находит его (вместе с роботом E-123 Омегой) живым на одной из секретных баз Эггмана. Каждый из них желает разобраться с доктором, и все трое объединяют усилия с целью найти его. В Shadow the Hedgehog Шэдоу размышляет о своём прошлом, большинство воспоминаний о котором были «стёрты» после его мнимой гибели в Sonic Adventure 2. Внезапная атака на похожую на Землю планету расы пришельцев Блэк Армс заставляет Шэдоу либо сотрудничать с их предводителем, Блэк Думом, который предлагает раскрыть ежу всю правду о его создании, либо защищать людей от монстров.
Важную роль Шэдоу играет в сюжете игры Sonic the Hedgehog 2006 года. Согласно истории, ёж работает на правительственную организацию G.U.N. и вместе со своей партнёршей Руж выполняет отданные высшим руководством поручения и задания. Герой встречается в версии Sonic Colors для портативной игровой системы Nintendo DS, где он вместе с другими персонажами помогает Сонику и Тейлзу бороться против доктора Эггмана, который сумел поработить расу виспов с целью использовать их энергию в своих злобных умыслах. В платформере Sonic Generations Шэдоу является одним из боссов игры, у которого нужно отобрать Изумруд Хаоса. Несмотря на сражение, чёрный ёж всё-таки подбадривает Соников (классического и современного) во время финальной битвы с монстром Пожирателем времени, а в конце игры он вместе со всеми попадает на поляну, где герои устраивают пикник в честь дня рождения синего ежа. В игре Sonic Forces Шэдоу является одним из союзников Соника и сопротивления, ведущего войну против Эггмана и его армии. Затем Шэдоу появляется в гоночной игре Team Sonic Racing, где вместе с остальными героями подозревает Эггмана в разработке нового злодейского плана и собирается остановить его, а также продолжает соперничать с Соником за звание самого быстрого. В других проектах основной серии Шэдоу либо не появляется, либо лишь упоминается героями игры.
Помимо основных игр серии, персонаж присутствовал и в некоторых спин-оффах франшизы (например, в Sonic Battle и Sonic Chronicles: The Dark Brotherhood). Шэдоу появлялся в серии Sonic Storybook, причём его роль в играх разнится: если в Sonic and the Secret Rings он доступен только как один из персонажей режима «Party», то в Sonic and the Black Knight чёрный ёж уже принимает непосредственное участие в истории в роли сэра Ланселота. Ёж также не раз появлялся и в других игровых сериях. Он является одним из игровых персонажей в сериях игр Sega Superstars и Mario & Sonic. Герой появляется в файтингах-кроссоверах Super Smash Bros. Brawl и Super Smash Bros. for Nintendo 3DS and Wii U, где он помогает игроку замедлять скорость передвижения соперников при помощи приёма chaos control. Чёрный ёж вместе с Соником появился в качестве камео в ролевой игре Hero Bank 2, а в Lego Dimensions он присутствовал в качестве неигрового персонажа на уровнях по франшизе Sonic the Hedgehog.

### Мультфильмы
Шэдоу появился в двух мультсериалах по мотивам игр серии Sonic the Hedgehog — «Соник Икс» и «Соник Бум». В аниме «Соник Икс» Шэдоу дебютировал в седьмом эпизоде второго сезона, который стал началом арки, экранизирующей события игры Sonic Adventure 2. После 12-й серии герой долгое время не появлялся в мультсериале, однако в седьмой серии третьего сезона он вернулся в сюжетную линию, где присутствовал вплоть до последней серии сериала. До того, как аниме вышло в эфир, его создатели отсняли два пилотных выпуска, не транслировавшихся по телевидению. Кроме основных героев, в этих двух эпизодах присутствовал Шэдоу, что вероятно могло означать, что ёж должен был стать одним из главных действующих героев аниме и появиться ещё в самом начале мультсериала.
В «Соник Бум» Шэдоу появился только в последнем эпизоде первого сезона — «Объединение Зла» и в двух последних эпизодах второго сезона — «Новая игра. Часть 1» и «Новая игра. Часть 2». По сюжету эпизода «Объединение Зла» все противники Соника объединяются в одну команду во главе с Эггманом, чтобы раз и навсегда покончить с синим ежом. Злодеи просят Шэдоу присоединится к ним, однако после их проигрыша в сражении с Соником Шэдоу покидает группу и пытается расправиться со своим соперником самостоятельно. Как впоследствии признавался сценарист «Соник Бум» Алан Дентон, изначально создатели не хотели использовать Шэдоу в сюжете, поскольку им не удавалось сделать его достаточно «забавным», однако в конце концов им удалось достичь необходимого результата и персонаж вскоре был добавлен в мультсериал. По сюжету эпизода «Новая игра» Эггман задумывает создание видеоигры про себя в качестве главного героя. С помощью монтажа он создаёт поддельную видеозапись, на которой Соник якобы оскорбляет Шэдоу, и показывает её чёрному ежу с целью подстроить драку между ними, чтобы записать на камеру их боевые движения и потом использовать их для анимации своего персонажа в своей видеоигре. Когда Шэдоу узнаёт, что Эггман его обманул, он начинает охотиться за доктором, чтобы жестоко отомстить ему. Когда у него это не выходит, он задумывает уничтожить всю Вселенную, однако герои его останавливают.
Шэдоу также появляется в сериале «Соник Прайм».

### Кинематограф

Ёж Шэдоу в одной из сцен фильма «Соник 3 в кино» (2024)

Впервые Шэдоу был показан в сцене после титров фильма «Соник 2 в кино». Шэдоу, озвучиваемый Киану Ривзом, появился в полноценной роли в фильме «Соник 3 в кино», премьера которого состоялась 20 декабря 2024 года. В третьей части показывается, что Шэдоу прибыл на Землю в метеорите, и в течение некоторого времени исследовался профессором Джеральдом Роботником (Джим Керри) в организации «Герои на охране Нации» (ГОН), где он также сблизился с внучкой профессора, Марией. После несчастного случая, в ходе которого Мария погибает, Шэдоу помещают в анабиоз, а профессора отправляют в тюрьму. Пятьдесят лет спустя Джеральд освобождает ежа с намерением уничтожить Землю, возлагая на человечество вину за гибель Марии. Однако после столкновения с Соником, Наклзом и Тейлзом, Шэдоу меняет своё мнение и предаёт профессора. Вместе с Айво Роботником (также в исполнении Керри), который ранее предал и убил своего деда, Шэдоу жертвует собой, чтобы уничтожить оружие Джеральда, с помощью которого тот намеревался разрушить планету. В сцене после титров выясняется, что Шэдоу выжил после взрыва.

### Печатная продукция
Первое появление Шэдоу на страницах комиксов состоялось в серии Sonic the Hedgehog от издательства Archie Comics — в 98-м выпуске, вышедшем в июле 2001 года, где был частично пересказан сюжет Sonic Adventure 2. Остальная часть истории игры была рассказана во втором выпуске журнала Sonic Universe: изначально Шэдоу также помогал доктору Эггману захватить мир и отомстить человечеству за смерть Марии, однако после того, как он осознал, что последняя не желала этого, присоединяется к команде Соника «Борцы за Свободу» и помогает им остановить процесс уничтожения Мобиуса (аналог Земли в комиксах). Заканчивается сюжетная арка точно таким же образом, как и в положенной в её основу игре: Шэдоу жертвует собой, чтобы спасти планету от столкновения с космической станцией АРК.
После адаптации большинство следующих сюжетов с участием Шэдоу были созданы сценаристами самостоятельно и не имеют, кроме персонажей, ничего общего с играми франшизы. Тем не менее, герой появлялся в комикс-адаптациях других игр серии, к примеру Sonic Heroes и Shadow the Hedgehog. Кроме основной серии комиксов Sonic the Hedgehog, Шэдоу присутствовал в последнем сороковом выпуске серии комиксов, созданной по мотивам мультсериала «Соник Икс». Шэдоу присутствует также в новой линейке комиксов от компании IDW, начавшей выходить с 2018 года.

## Идея и создание

Ранние концепты-арты, демонстрирующие несколько идей для внешнего вида Шэдоу. Впервые были продемонстрированы публике 25 июня 2016 года, в парке развлечений, на мероприятии посвящённом 25-летию франшизы Sonic the Hedgehog

После выхода Sonic Adventure в 1999 году, разработчики приступили к созданию её сиквела. В процессе рассмотрения различных концептов будущей игры Sonic Team остановилась на варианте, предполагавшем разделение истории на две разные части: команды героев и команды злодеев. Было решено, что в каждой группе будет по три персонажа. В то время как в команду героев попали Соник, лис Тейлз и ехидна Наклз, для тёмной команды разработчики приняли решение в дополнение к доктору Эггману создать двух новых персонажей. Одним из этих персонажей и стал Шэдоу. Идея создать «тёмного ежа», представляющего собой антипода Соника, принадлежала руководителю разработки Sonic Adventure 2, Такаси Иидзуке. За внешний вид персонажа отвечал художник Юдзи Уэкава — автор нынешнего дизайна героев серии начиная с Sonic Adventure. В нескольких ранних набросках Шэдоу изображался с тёмно-синей шерстью, шрамом на глазу, красным шарфом, визором и, что нехарактерно для персонажей франшизы, с ярко выраженными мускулами. Он также имел иной дизайн перчаток и обуви. В конечном счёте внешний вид персонажа был кардинально изменён: в финальном варианте он предстал чёрным ежом без выделенной мускулатуры, визора и шрамов.
Желание создать соперника для Соника в виде его антипода было у создателей ещё во времена разработки первой Sonic Adventure. Реализовать задумку было решено в сиквеле игры, так как это вписывалось бы в идею разделения геймплея и сюжета на две части. После выхода Sonic Adventure 2 создатели не планировали использовать Шэдоу в последующих играх, однако через некоторое время они пересмотрели свои планы, обратив внимание на высокую популярность героя среди поклонников серии. Это привело к «воскрешению» Шэдоу в Sonic Heroes и Sonic Battle. В дальнейшем высокая популярность персонажа послужила причиной для создания отдельной игры, полностью посвящённой чёрному ежу.
В отличие от дружелюбного и весёлого Соника, Шэдоу был создан мрачным и таинственным героем. Разработчики решили особенно подчеркнуть это в Shadow the Hedgehog, где одним из основных элементов игрового процесса стало использование главным героем огнестрельного оружия и транспорта, что разительно отличалось от остальных частей франшизы. По словам продюсера игры Юдзи Наки, использование оружия идеально подходит к образу Шэдоу. Разработчики также позволили использовать в диалогах с ежом такие табуированные слова, как «чёрт» (англ. damn) или «ад» (англ. hell). Кроме того, персонаж имеет собственные музыкальные темы, исполненные различными коллективами. В Sonic Adventure 2 ему посвящена композиция «Throw It All Away», исполненная Эвереттом Брэдли. Позднее кавер-версия этой песни звучала в Sonic and the Black Knight под названием «Sir Lancelot Appears». В Shadow the Hedgehog, помимо песни «I Am… All Of Me», являющейся главной темой игры (исполнена Crush 40), для каждой из различных концовок была создана своя отдельная песня: «All Hail Shadow» (хорошая концовка, исполнена Manga-Fi), «The Chosen One» (концовка героя, исполнена группой A2), «Almost Dead» (концовка злодея, исполнена Powerman 5000), «Waking Up» (нейтральная концовка, исполнена Julien-K) и «Never Turn Back» (финал, исполнена Crush 40). В Sonic the Hedgehog 2006 года главной темой ежа является кавер-версия «All Hail Shadow», исполненная группой Crush 40. Укороченная версия данной песни играет и в Sonic Generations во время сражения с Шэдоу.

### Озвучивание
На японском языке Шэдоу с момента дебюта в Sonic Adventure 2 и по нынешний день озвучивает актёр Кодзи Юса, известный по роли Итимару Гина из аниме-сериала «Блич».
Что касается англоязычных актёров, то персонажа озвучивали в разные периоды трое актёров. В Sonic Adventure 2, Sonic Heroes и Sonic Battle, героя озвучивал Дэвид Хамфри. Но начиная с 2005 года, когда Sonic Team заменила всех своих актёров по озвучиванию персонажей на актёров от компании 4Kids Entertainment, занимавшихся дубляжем аниме «Соник Икс» в США, озвучивать Шэдоу стал Джейсон Гриффит, которому был поручен и «голос» Соника. Первой игрой, в которой Гриффит заменил Хамфри, стал спин-офф Shadow the Hedgehog. Актёр продолжал озвучивать Шэдоу и Соника вплоть до 2010 года, когда вновь произошла смена актёров озвучивания, обусловленная отказом Sega от дальнейшего сотрудничества с 4Kids и переход на услуги студии Studiopolis. Голос чёрного ежа был доверен актёру Кирку Торнтону, более известному в качестве голоса Кисамэ Хосигаки в американском дубляже аниме и видеоигр серии «Наруто» и Гарри Мейсона — протагониста игры Silent Hill: Shattered Memories. Первая игра, где Торнтон озвучивал ежа Шэдоу — Sonic Free Riders.
В Sonic Generations персонажи, включая Шэдоу, впервые стали дублироваться и на другие языки помимо японского и английского: французский (Бенедикт ДюПак), немецкий (Клаус Лохтов), итальянский (Маурицио Мерлуццо) и испанский (Мануэль Химено).
В переведённом на русский язык аниме «Соник Икс» Шэдоу озвучивал Дмитрий Филимонов.

## Восприятие

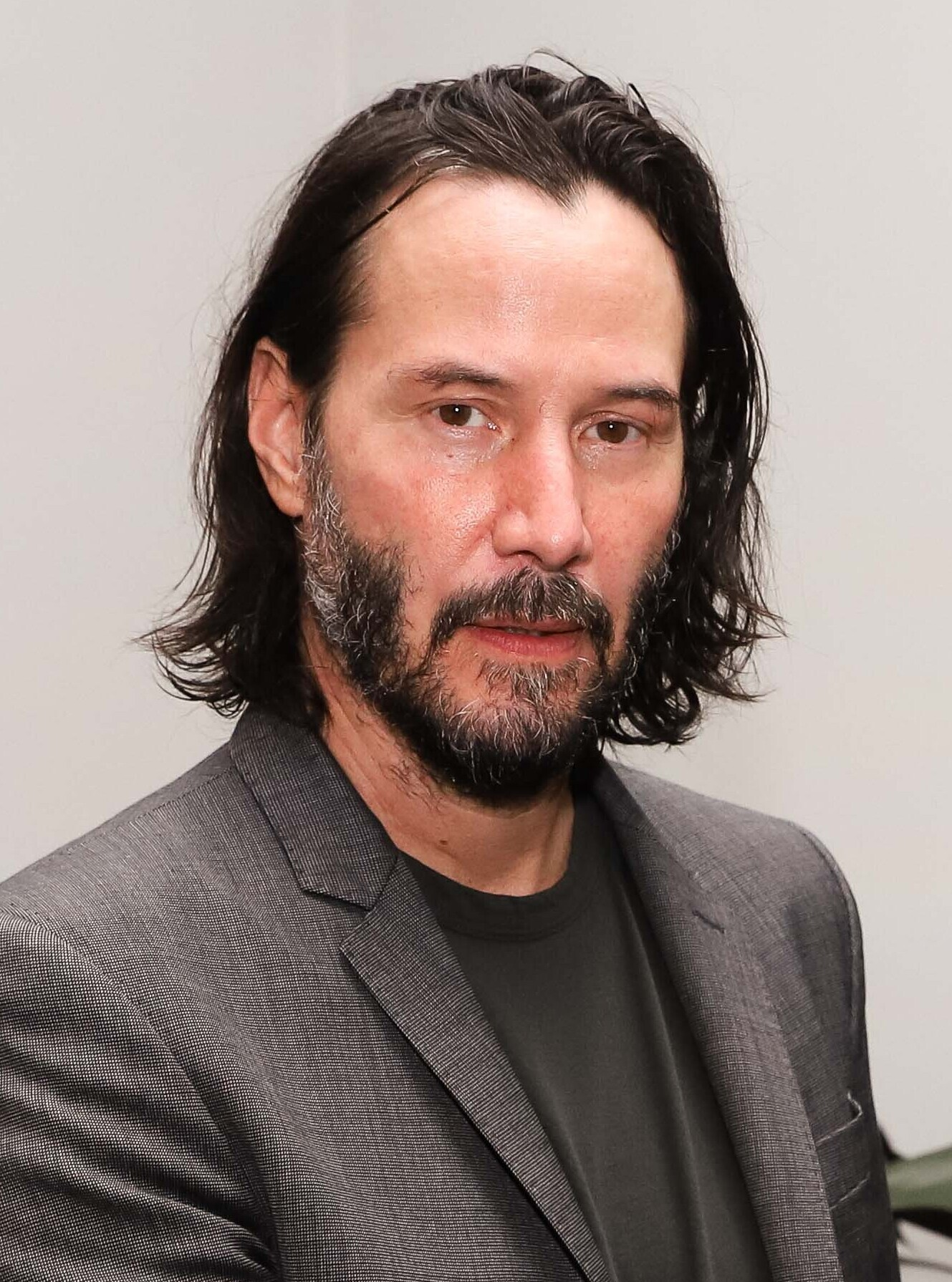
Критики высоко оценили озвучивание Шэдоу Киану Ривзом в фильме «Соник 3 в кино» (2024)

От прессы Шэдоу получил в основном неоднозначные отзывы. Большинство критиков, в числе которых Бен Шталь из сайта GameSpot, называли Шэдоу «клоном» или же «тёмной версией» Соника. Представитель интернет-портала Game Revolution охарактеризовал ежа как «полную противоположность Соника». В статье «Как Sega может спасти ежа Соника», опубликованной на сайте 1UP.com, журналист Джереми Пэриш писал о многочисленных персонажах серии, от которых лучше избавиться, заметив при этом, что Шэдоу это касается вдвойне. В 2009 году представитель IGN Леви Бьюкенен раскритиковал персонажей вселенной Соника, в том числе и Шэдоу, которого в числе прочих назвал неудачной попыткой найти «следующего потенциального маскота». Помимо самого персонажа, критик отметил, что игровой процесс посвящённой ему игры, в частности применение огнестрельного оружия, стал центральной проблемой для всех последних игр серии, так как в них, по сравнению с первыми платформерами, выходившими на консоли Mega Drive/Genesis, меньше внимания стало уделяться скорости.
В то же время появление этого персонажа в играх серии Sonic the Hedgehog было положительно встречено фанатами. В официальном опросе, проведённом сайтом Sonic Channel в 2006 году, среди 28 персонажей серии Sonic the Hedgehog Шэдоу по популярности занял второе место. Рецензент сайта GameDaily Крис Баффа поставил героя на 20-е место в списке «25 лучших антигероев компьютерных игр», обосновав его включение в их число тем, что он, хотя иногда и сражается за добро, не прочь расстрелять противников из пулемёта. В списках сайта IGN он появлялся и упоминался дважды: в списке «Наиболее печально известные антигерои в играх», где Шэдоу занял 23-е место, и в списке персонажей серии Sonic the Hedgehog, которых, помимо самого Соника, фанаты хотели бы увидеть в файтинге Super Smash Bros. Brawl. Представитель Yahoo! Games отметил Шэдоу в списке девяти «Злобных игровых персонажей», а в 2011 году он был помещён в книгу рекордов Гиннесса на 25-е место в перечне «50 лучших персонажей компьютерных игр всех времён».
Помимо списков, которые носили положительный характер, Шэдоу также упоминался в списках «худших персонажей». Чёрный ёж занял второе место в топе от сайта Sega Addicts «10 худших персонажей Sonic the Hedgehog», где был описан как «постоянно ноющая о Марии и о своём мрачном прошлом», «„злобная и раздражительная“ версия Соника, созданная для всех этих детишек, любящих эмо-группы», и сравнён с Клаудом Страйфом — персонажем серии Final Fantasy. Шэдоу присутствовал в схожих списках от GamesRadar (занял четвёртое место) и Game Informer (получил седьмое место). Журналист Джим Стерлинг, автор первого топа, назвал персонажа «идеальным примером угробленной хорошей идеи», а Брайан Шей, создатель второго списка, признался, что первоначально он сам был фанатом ежа, однако образ как вечно мрачного страдальца быстро всем надоел, а последним гвоздём в крышку гроба Шэдоу стала его собственная отдельная игра, оказавшаяся провальной.
Шэдоу, показанный в полнометражном фильме «Соник 3 в кино» (2024), а также его голос, подаренный Киану Ривзом, получили высокую оценку от критиков. Оуэн Глейберман из Variety отметил, что «глубокий резонанс» голоса Ривза должен был заставить зрителей сопереживать персонажу. Рэйчел Лабонте, критик портала Screen Rant, назвала Шэдоу выдающимся персонажем картины и подчеркнула, что Ривз блестяще передал «боль и жестокость» этого героя. Марк Дешам на сайте ComicBook.com написал рецензию, в которой заявил, что Ривз смог идеально показать мрачность персонажа, что хорошо сочеталось с юмором фильма. Мэтт Донато из IGN добавил, что Киану привнёс в персонажа некоторые черты Джона Уика, а также заключил, что, с учётом событий, произошедших в жизни актёра, Киану, в некотором смысле, стал олицетворением Шэдоу. В своей статье для The Hollywood Reporter Фрэнк Шек также похвалил актёра за озвучивание и добавил, что трагическая предыстория Шэдоу придаёт персонажу необычную эмоциональную глубину.